# 馬氏笛鯛
馬氏笛鯛，為輻鰭魚綱鱸形目鱸亞目笛鯛科的其中一種，分布於西大西洋區，從美國北卡羅萊納州至巴西東北部海域，棲息深度可達100公尺，體長可達48公分，棲息在珊瑚礁、岩礁海域，成群活動，屬肉食性，以魚類、甲殼類、頭足類等為食，可做為食用魚及遊釣魚。

## 擴展閱讀
維基物種上的相關：馬氏笛鯛